# Humberto Coloccini
Humberto José Coloccini (7 marzo 1915 – ...) è stato un calciatore argentino, di ruolo difensore o centrocampista.

## Caratteristiche tecniche
Giocava come terzino o come mediano destro o sinistro.

## Carriera

### Club
Coloccini esordì nel 1935 con la maglia del Nueva Chicago, in seconda divisione.
Dopo due stagioni con i nero-verdi passò al River Plate: nella formazione di Núñez trovò poco spazio, e in due campionati totalizzò 14 presenze; tuttavia, poté fregiarsi del titolo di campione d'Argentina in seguito alla vittoria del torneo del 1937.
Nel 1939 passò al Rosario Central, e con tale squadra giocò da titolare tutto il campionato, assommando 39 incontri.
Nel 1941 fu ceduto al Platense; a Vicente López rimase per due stagioni, e mise insieme 18 partite, giocando sia in difesa che a centrocampo.
Nel 1946 ha giocato per l'Independiente Rivadavia.

## Palmarès

### Club

#### Competizioni nazionali
- Campionato argentino: 1

River Plate: 1937